# Xiphopoeus erectus
Xiphopoeus erectus är en insektsart som beskrevs av William Lucas Distant. Xiphopoeus erectus ingår i släktet Xiphopoeus och familjen hornstritar. Inga underarter finns listade i Catalogue of Life.